# 江戸龍太郎
江戸 龍太郎（えど りゅうたろう、1952年6月12日 - ）は、日本の実業家。香川県生まれ。
エスビー食品社長・会長を経て、現在、農林中央金庫監事。

## 学歴
秋川高校をへて早稲田大学理工学部1971年卒業。

## 職歴
- 1971年 - エスビー食品株式会社入社 技術屋としての工場勤務、同社財務部長を経て
- 2005年 - 創業家以外で初めて エスビー食品の社長に就任
- 2011年6月 - エスビー食品会長に就任[2]
- 2014年5月 - ヱスビー食品顧問に就任[3]
- 2015年5月 - 農林中央金庫監事就任[4]
- 2018年 - ヱスビー食品顧問 退任[1]

## 社会活動
日本農業経営大学校（英語: Japan institute of Agricultural management）は、農業経営者の育成を目的とする教育機関である。2013年4月に開校し、東京都内に本部を置くが、エスビー食品会長として、設立・運営にかかわった。瀬古利彦で有名な陸上部も支援した。

## その他
- 2010年9月エスビー食品社長として日本経済新聞のインタビューを受けPB食品の攻勢に「これからも低価格化の流れは続く。しかし安ければたくさん買うというものではない。そのあたりはみんな気づき始めている。ナショナルブランド（NB）商品も価格を下げているから、プライベートブランド（PB=自主企画）の価格競争力も薄れている。NBとPBの割合は自然の流れで決まるが、欧米ほどPB比率は高まらないだろう」と述べている。[3]

- 2020年3月農林中央金庫監事として日本経済新聞のインタビューを受け「今、経済についてコロナ禍でものすごく厳しい認識があるがそれは企業から見た見方であって協同組合の合の側から見ると、ものすごく大きなチャンスが来た。素晴らしい生活をみんな一緒に、後世に作っていこうと言う考えが方が協同組合の理念であり企業とは違います」と述べ農林中金の今後の事業については「農林中金の基盤である日本の農林水産業は長らく課題とされていましたが、今や「スケールデメリット」の時代が来るかもしれません。全国市場に向けて単一品種を量産していたような産地は、今回のコロナ禍で大変なことになっているかもしれません」と述べている。[1]